# Lafayette (Oregón)
Lafayette es una ciudad ubicada en el condado de Yamhill en el estado estadounidense de Oregón. En el año 2006 tenía una población de 3,440 habitantes y una densidad poblacional de 1,109.4 personas por km².

## Geografía
Lafayette se encuentra ubicada en las coordenadas 45°14′41″N 123°6′48″O / 45.24472, -123.11333.

## Demografía
Según la Oficina del Censo en 2000 los ingresos medios por hogar en la localidad eran de $38,611, y los ingresos medios por familia eran $41,283. Los hombres tenían unos ingresos medios de $31,351 frente a los $22,466 para las mujeres. La renta per cápita para la localidad era de $14,542. Alrededor del 13% de la población estaban por debajo del umbral de pobreza.

## Localidades vecinas
Diagrama de las localidades a un radio de 16 km a la redonda de Long Neck. 